# Ла-Валле
Ла-Валле́ (фр. La Vallée) — коммуна во Франции, находится в регионе Пуату — Шаранта. Департамент коммуны — Шаранта Приморская. Входит в состав кантона Сен-Поршер. Округ коммуны — Сент.
Код INSEE коммуны — 17455.

## Население
Население коммуны на 2010 год составляло 694 человека.
| 1962 | 1968 | 1975 | 1982 | 1990 | 1999 | 2010 |
| ---- | ---- | ---- | ---- | ---- | ---- | ---- |
| 572  | 570  | 524  | 511  | 585  | 644  | 694  |